# Бруно Сакко

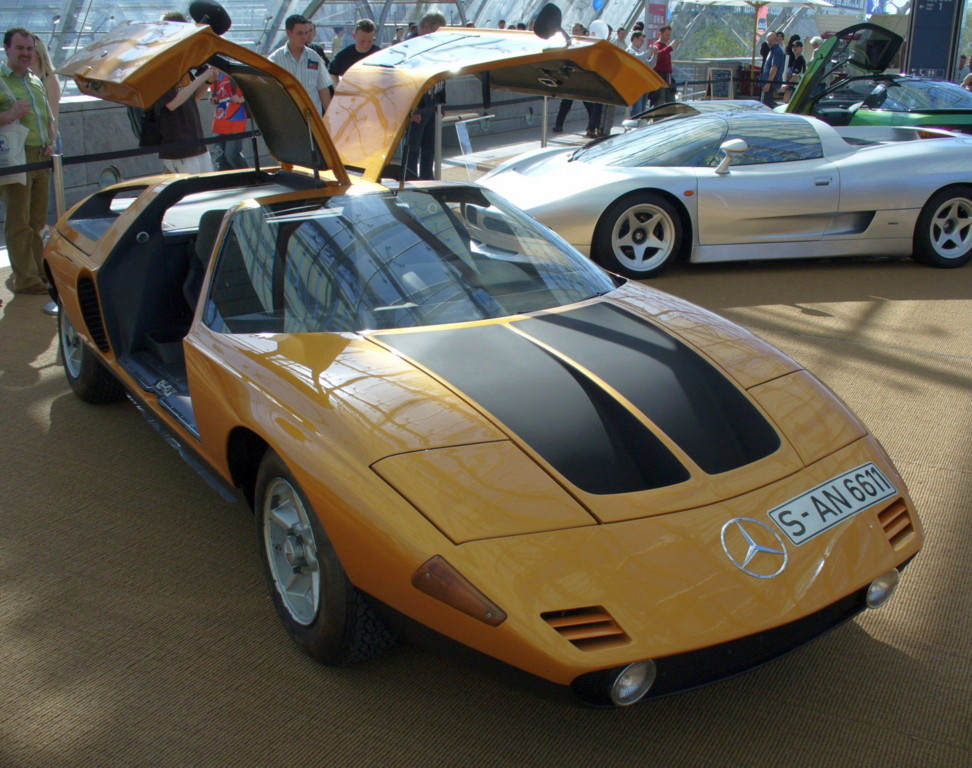
Mercedes-Benz C111 з відчиненими дверима типу «крила чайки». Цей концепт-кар з двигуном Ванкеля був одним із проектів Сакко до того, як він став головним стилістом Daimler-Benz.

Бруно Сакко (англ. Bruno Sacco, 12 листопада 1933 — 19 вересня 2024) — італійський автомобільний дизайнер і головний інженер у відставці, який з 1975 по 1999 рік працював керівником відділу дизайну Daimler-Benz, німецького виробника автомобілів і вантажівок Mercedes-Benz.
Відколи Бруно Сакко був найнятий стилістом Mercedes-Benz у 1958 році, його кар’єра та внесок у промисловий дизайн їхніх автомобілів тривали понад чотири десятиліття.

## Життєпис

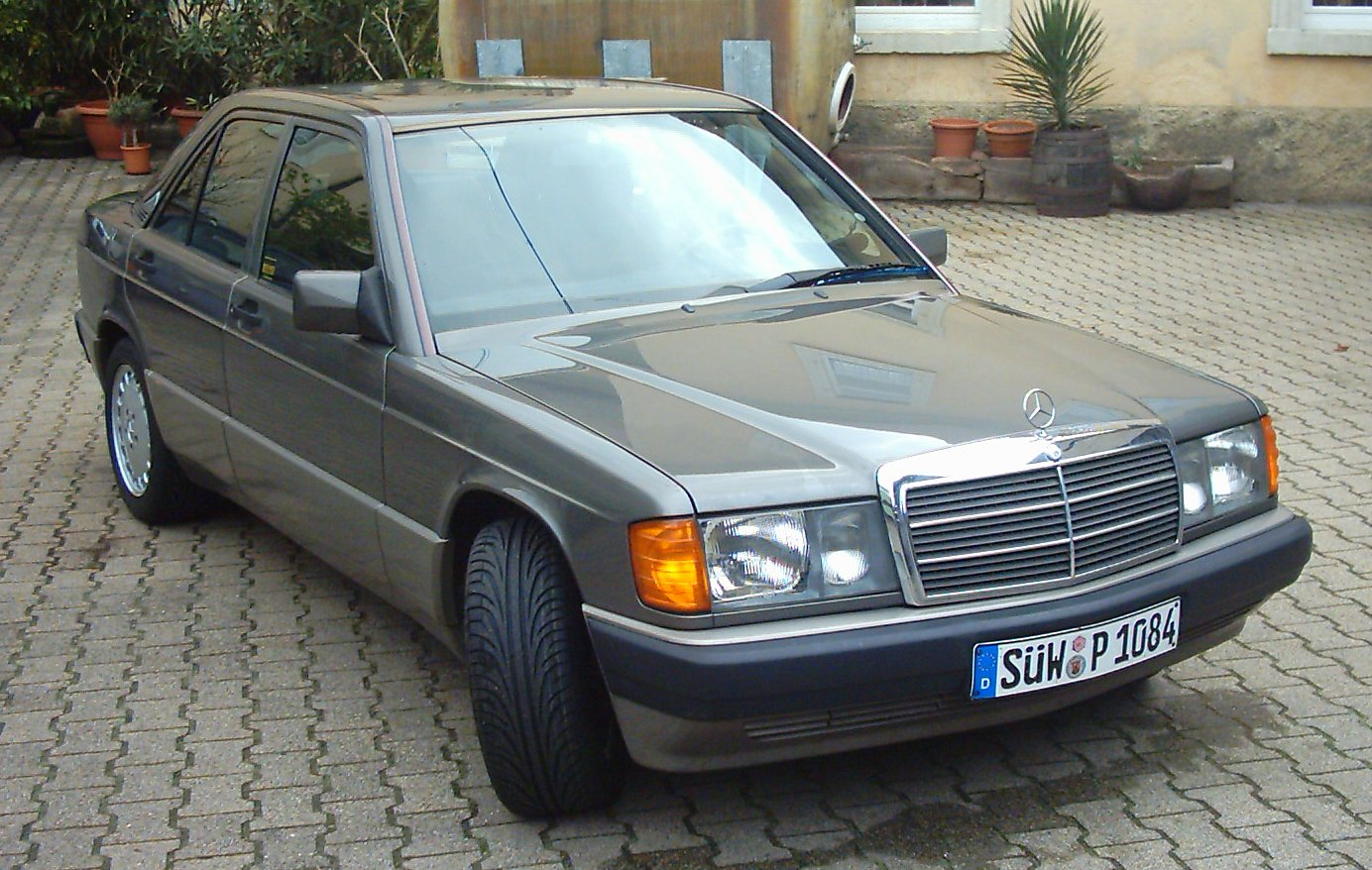
Mercedes-Benz 190 (W201), «найзначніший» дизайн Сакко.

За словами самого Сакко, він вперше надихнувся на створення автомобіля у вісімнадцятирічному віці, коли побачив Studebaker Commander Regal 1950 року випуску в стилі Реймонда Луї, коли він їхав вулицями Тарвізіо в 1951 році. Після цього він не міг викинути машину з голови та «знав, що його життя вирішене».
Після вивчення машинобудування в Політехнічному університеті Турину спочатку шукав роботу у відомих Ghia та Pininfarina carrozzerie (виробники кузовів), але переїхав до Німеччини, коли його зусилля виявилися марними. Daimler-Benz найняв його стилістом у 1958 році, і хоча він мав намір залишитися лише ненадовго, його одруження з берлінкою Аннемарі Ібе в 1959 році та народження їхньої дочки Марини наступного року змусили його переглянути своє майбутнє.
Протягом наступних п’ятнадцяти років Сакко піднявся по кар’єрних сходах у Daimler-Benz, ставши головним інженером у 1974 році, а потім змінив Фрідріха Гейгера на посаді керівника центру дизайну Daimler-Benz у Зіндельфінгені в 1975 році. Протягом наступної чверті століття, поки він не вийшов на пенсію в 1999 році, він відповідав за дизайн кожного дорожнього автомобіля, автобуса та вантажівки Mercedes. Серед його численних робіт — концепт-кар C111, три послідовні покоління розкішних седанів S - класу (W126, W140 і W220), кабріолет R129 SL, компактний представницький автомобіль C-класу W202, версії W124 і W210 седана E-класу, спортивних автомобілів CLK і SLK, розкішного позашляховика M-класу та другого покоління C - класу W203. Сакко зробив значний внесок у дизайн Mercedes W123, найбільш продаваного Mercedes-Benz, а також у свій останній дизайн, кабріолет R230 SL (у 1997 році).
Улюбленим дизайном Сакко, через його значення для історії компанії, є Mercedes-Benz 190, представлений у 1982 році, водночас він визнає незадоволення W140 S-класу 1991 року, у якому він вважає «оранжерею» (верхню частину кузова) 10 сантиметрів, занадто високою». Після виходу на пенсію він відмовився від свого старого червоного кабріолета SLK на користь темно-синього купе Mercedes-Benz 560SEC (C126).
Станом на 2020 рік Сакко живе в Зіндельфінгені, передмісті Штутгарта, і крім C126 560SEC 1989 року випуску також володіє купе C238 E-Class 2019 року, також темно-синього кольору.

## Нагороди
За свою кар'єру Сакко отримав численні нагороди та відзнаки. Його загальна робота була визнана журналом Car Magazine «Дизайнером дизайнера» (1996) за вибором сорока його однолітків, нагородою EyesOn Design Lifetime Achievement Award (1997) та від фонду Реймонда Лоуї Премія Lucky Strike Designer Award (1997). У 1999 році він увійшов до короткого списку 25 автомобільних дизайнерів століття, у 2006 році був включений до Зали автомобільної слави та Європейської автомобільної зали слави у 2007 році.
На батьківщині він був нагороджений Великим офіційним орденом «За заслуги перед Республікою» в 1991 році, а у 2002 році здобув ступінь почесного доктора Університету Удіне.

## Книги
- Sacco, Bruno (1988). Mercedes-Benz design: a look at the past, a look at the present, and some incidental observations on the design of other automobiles. Montvale, New Jersey: Mercedes-Benz of North America.